# Božena Komárková
Božena Komárková (28. ledna 1903 Tišnov – 27. ledna 1997 Brno) byla česká filozofka, pedagožka a teoložka, signatářka Charty 77.

## Život
Vystudovala filozofii, historii a zeměpis na Masarykově univerzitě. V letech 1935 až 1939 vyučovala na gymnáziu v Ivančicích. Poté byla přeložena do Ostravy, kde se zapojila do činnosti odbojové organizace Obrana národa. V lednu 1940 byla zatčena, poté odsouzena k dvanácti letům káznice. Ve vězení byla až do roku 1945. Po skončení druhé světové války se vrátila do Brna, od září 1945 do června 1948 vyučovala filozofii na klasickém gymnáziu. Poté s ní byl z ideologických důvodů rozvázán pracovní poměr a od července 1952 jí byl vyplácen invalidní, později starobní důchod.
Už od studentských let se angažovala v křesťanském (především evangelickém) studentském hnutí, které v českých zemích organizovala YMCA. Po zrušení této organizace v roce 1950 iniciovala vznik lesních studentských brigád, které také od roku 1952 vedla.
Jako jedna z prvních podepsala Chartu 77 a podílela se na její činnosti. Publikovala v řadě strojopisných edicích a sbornících. Mnohé její příspěvky vyšly v zahraničí. Představila se v nich jako filozofující socioložka, která z křesťanských pozic interpretuje vývoj moderní a postmoderní společnosti a zdůrazňuje nezadatelnost lidských a občanských práv. Za habilitační spis Původ a význam lidských práv jí na basilejské univerzitě udělili v roce 1982 čestný doktorát teologie, v roce 1992 byla jmenována docentkou v oboru dějin filozofie na Masarykově univerzitě.
Dne 28. října 1991 jí prezident Václav Havel propůjčil Řád T. G. Masaryka za celoživotní zápas o demokracii.

#### O Boženě Komárkové
- LESTER, Jeremy. Book Notes -- Samizdat and an Independent Society in Central and Eastern Europe by H. Gordon Skilling. Guildford: Sage Publications Ltd., 1990. 379 s. (anglicky) Harold Gordon Skilling, ISSN 00323217.

#### Publikace Boženy Komárkové
- BOŽENA, Komárková. Tolerance jako podmínka života. 1. vyd. Heršpice: Evangelické manufakturní alternativní nakladatelství (Eman), 1999. 213 s. (Spisy Boženy Komárkové). ISBN 80-86211-09-6. Doslov Jaromír Procházka, předmluva Jan Milič.